# Longjiang (socken i Kina, Guangxi)
Longjiang (kinesiska: 龙江乡, 龙江) är en socken i Kina. Den ligger i den autonoma regionen Guangxi, i den södra delen av landet, omkring 310 kilometer nordost om regionhuvudstaden Nanning. Antalet invånare är 18718. Befolkningen består av 8 642 kvinnor och 10 076 män. Barn under 15 år utgör 18,0 %, vuxna 15-64 år 70 %, och äldre över 65 år 11,0 %.
Genomsnittlig årsnederbörd är 2 339 millimeter. Den regnigaste månaden är juni, med i genomsnitt 487 mm nederbörd, och den torraste är oktober, med 61 mm nederbörd.